# Kassim Ahamada
Pour les articles homonymes, voir Ahamada.
Kassim Ahamada (né le 18 avril 1992 à Dzaoudzi) est un footballeur international comorien évoluant au poste de défenseur pour l'AS Chatou ainsi qu'avec la sélection des Comores. Il a aussi la nationalité française.

## Biographie

### Carrière en club
Kassim Ahamada évolue dans la réserve de l'ESTAC jusqu'en 2012, puis rejoint l'Évry FC en 2013. Il joue ensuite à l'AS Beauvais Oise de 2015 à 2017, à Bourges Football de 2017 à 2019, au Vierzon FC de 2019 à 2020 puis à l'US Créteilentre 2020 à 2022. Le défenseur est à l'AS Chatou depuis décembre 2022.

### Carrière internationale
Kassim Ahamada réalise ses débuts avec l'équipe nationale des Comores lors d'un match de qualifications à la Coupe d'Afrique des nations de football 2012 contre la Libye le 28 mars 2011 (défaite 3-0). Il dispute les qualifications à la Coupe d'Afrique des nations de football 2017 et les éliminatoires de la Coupe du monde de football 2018. Il est convoqué en mars 2021 pour les qualifications à la Coupe d'Afrique des nations ainsi qu'en juin 2021 pour le tour de qualification de la Coupe arabe de la FIFA 2021.